# Велика Піщанка
Велика Піща́нка (рос. Большая Песчанка) — присілок у складі Іжморського округу Кемеровської області, Росія.

## Населення
Населення — 85 осіб (2010; 152 у 2002).
Національний склад (станом на 2002 рік):
- росіяни — 96 %